# Hať (okres Opava)
Hať (dříve Haš, německy Haatsch, polsky Gać) je obec u hranice s Polskem v okrese Opava v Opavské pahorkatině v Moravskoslezském kraji. Žije zde přibližně 2 600 obyvatel. Hatí protéká potok Bečva (polsky Bełk).

## Historie
Poprvé byla v historických pramenech zmíněna v roce 1250, kdy patřila do majetku Velehradského kláštera.
Významnou historickou změnou byly události roku 1742, kdy po prohrané válce byla císařovna Marie Terezie nucena podstoupit vesnici společně s částí Slezska Prusku.
V letech 1938–1945 byla Hať, podobně jako ostatní části Hlučínska, součástí německé říše.

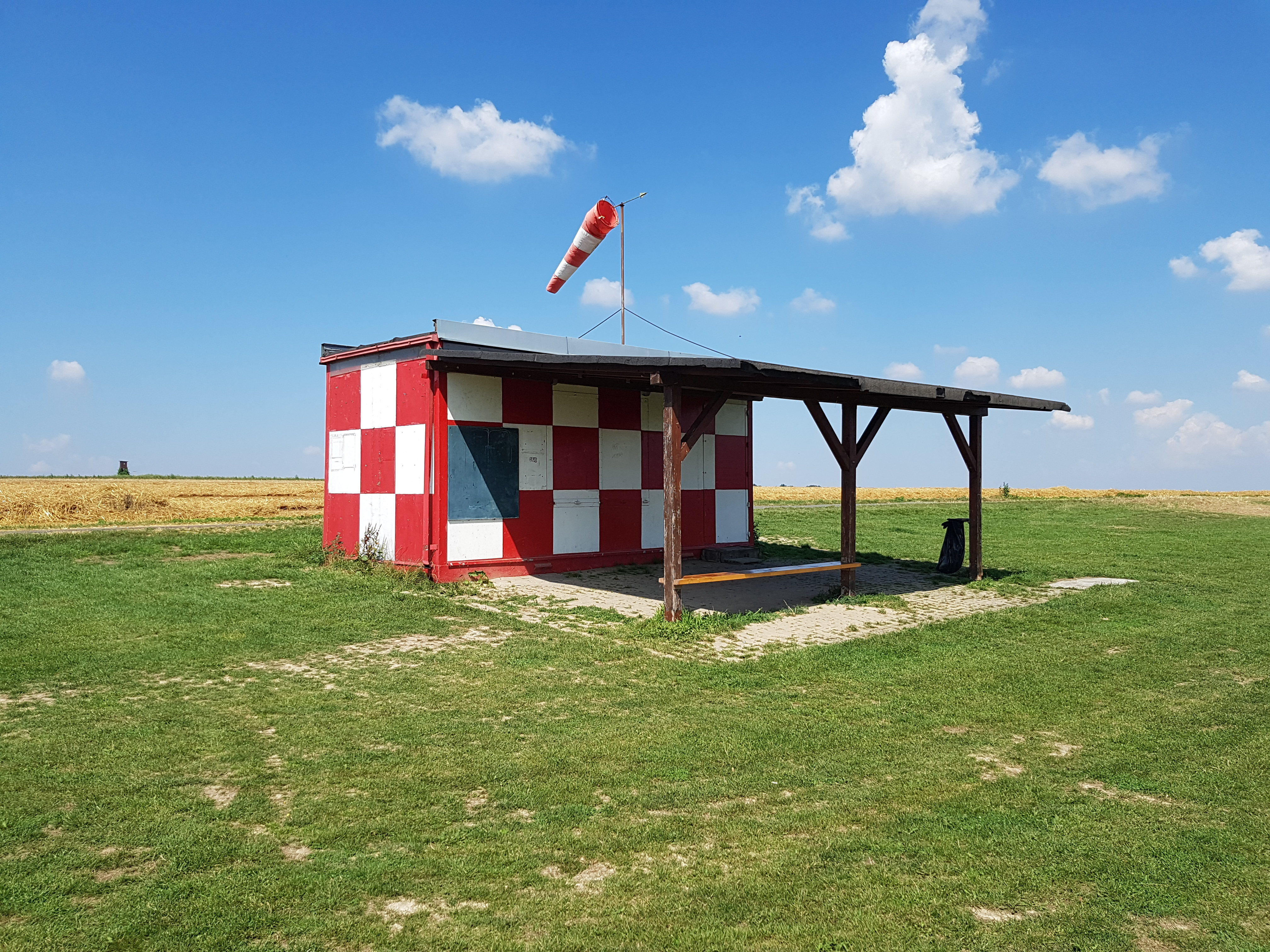
Letiště Hať u Hlučína (LKHATH)

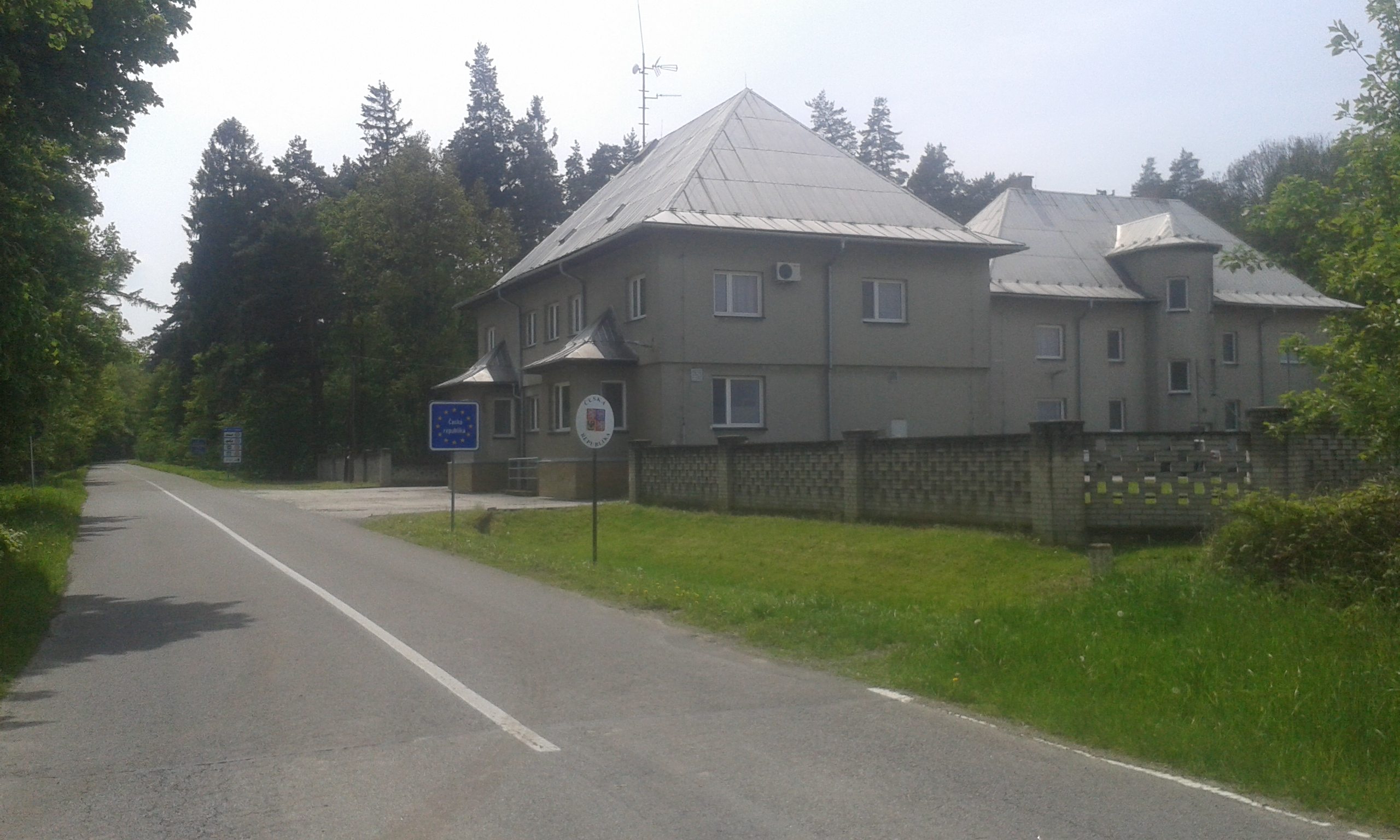
Hraniční přechod Hať - Tworków

V obci jsou hraniční přechody Hať - Rudyszwałd a Hať - Tworków, letiště Hať u Hlučína (LKHATH) a 
dvě větrné elektrárny.

## Obyvatelstvo
| Rok            | 1869  | 1880  | 1890  | 1900  | 1910  | 1921  | 1930  | 1950  | 1961  | 1970  | 1980  | 1991  | 2001  | 2011  | 2021  |
| -------------- | ----- | ----- | ----- | ----- | ----- | ----- | ----- | ----- | ----- | ----- | ----- | ----- | ----- | ----- | ----- |
| Počet obyvatel | 1 352 | 1 368 | 1 538 | 1 695 | 1 780 | 1 720 | 1 960 | 2 119 | 2 400 | 2 398 | 2 515 | 2 474 | 2 564 | 2 516 | 2 474 |
| Počet domů     | 237   | 240   | 247   | 266   | 283   | 293   | 361   | 388   | 506   | 549   | 590   | 669   | 683   | 716   | 747   |

## Obecní správa
Mezi lety 1850–1979 Hať byla obcí v okrese Ratiboř (1850–1910), posléze v okrese Hlučín (1921–1950) a později v okrese Opava. Od 1. července 1979 do 23. listopadu 1990 patřila jako část města k Hlučínu a od 24. listopadu 1990 je opět samostatnou obcí.

### Obecní symboly
Znak a vlajka byly obci uděleny rozhodnutím předsedy Poslanecké sněmovny Parlamentu České republiky dne 13. června 1995.

## Pamětihodnosti

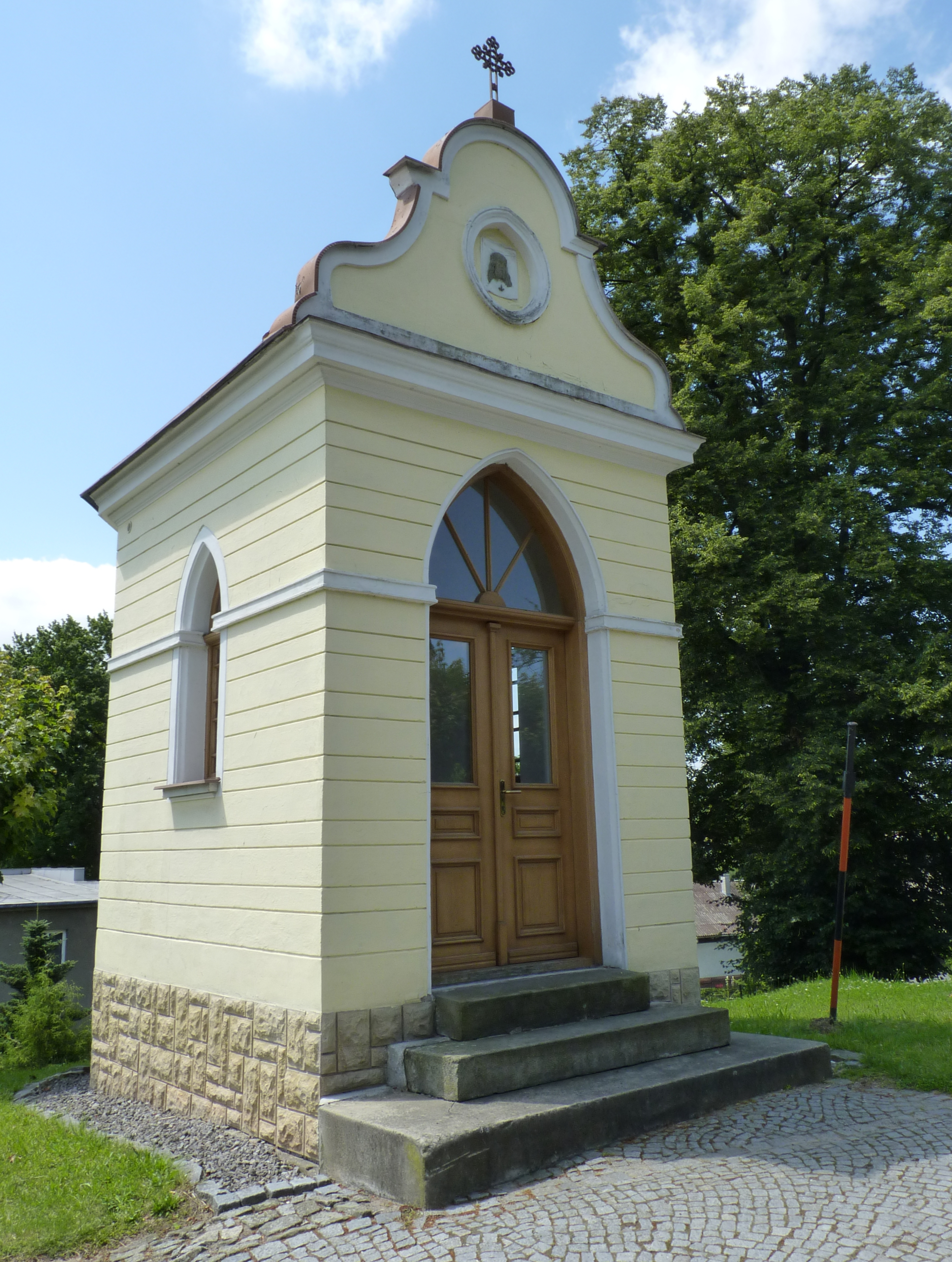
Výklenková kaplička

- Kostel svatého Matouše
- Křížová cesta
- 4 výklenkové kapličky
- Malá vodní nádrž Hať